# Явтокас, Робертас
Робертас Явтокас (лит. Robertas Javtokas, род. 20 марта 1980, Шяуляй) — литовский баскетболист, игравший на позиции центрового. Бывший игрок национальной сборной Литвы. 
Сезон-2002/03 пропустил из-за последствий автомобильной аварии, в которую попал 1 мая 2002 года, врезавшись на мотоцикле в грузовик.

## Достижения
- 2000 — победитель чемпионата Литвы, финалист NEBL;
- 2001 — серебряный призёр чемпионата Литвы, участник «Матча всех звёзд» литовской лиги;
- 2002 — победитель регулярного сезона чемпионата Литвы, победитель чемпионата Литвы, чемпион NEBL, победитель конкурса бросков сверху и MVP «Матча всех звёзд» литовской лиги, лучший баскетболист литовской лиги по игре в защите, вошёл в символическую пятерку чемпионата;
- 2003 — победитель регулярного сезона чемпионата Литвы, серебряный призёр чемпионата Литвы;
- 2004 — серебряный призёр чемпионата Литвы, вошёл в символическую пятерку чемпионата;
- 2005 — серебряный призёр чемпионата Литвы, обладатель Кубка УЛЕБ, MVP финала Кубка УЛЕБ, вошёл в символическую пятерку Кубка УЛЕБ;
- 2006 — победитель чемпионата Литвы, участник «Матча всех звёзд» литовской лиги, победитель регулярного сезона Балтийской Лиги, победитель Балтийской лиги;
- 2007 — чемпион Евролиги, победитель регулярного сезона чемпионата Греции, победитель чемпионата Греции, обладатель Кубка Греции, бронзовый призёр чемпионата Европы (сборная Литвы);
- 2008 — бронзовый призёр чемпионата России, вошёл в символическую пятерку Кубка УЛЕБ, обладатель титула «Лучший центровой» Кубка УЛЕБ;

## Статистика сезона 2008—2009
- Еврокубок: 11,9 очка, 6,3 подбора, 30 минут игрового времени;
- Чемпионат России: 8,2 очка, 6,0 подбора, 1,1 блок-шота, 22 минуты игрового времени;
- Олимпийские игры 2008 (7 игр): 8,4 очка, 5,0 подбора, 18,7 минуты игрового времени.

## Награды
- Кавалер Рыцарского креста ордена «За заслуги перед Литвой» (Литва, 2005 год)
- Командор Креста ордена «За заслуги перед Литвой» (Литва, 2007 год)
- Командор Креста ордена Великого князя Литовского Гядиминаса (Литва, 2010 год)[1].
- Командор Большого креста ордена «За заслуги перед Литвой» (Литва, 2013 год)